# Tiempo compartido
Tiempo compartido és una pel·lícula mexicana de thriller i drama mexicà, dirigida per Sebastián Hofmann i escrita per Hofmann i Julio Chavezmontes, estrenada el 2018. La pel·lícula segueix les històries de dos familiars encreuats: Andrés (Miguel Rodarte), un home de neteja que treballa en un complex de luxe; i Pedro (Luis Gerardo Méndez), que passa unes setmanes de vacances al mateix complex de luxe amb la seva dona i el seu fill.

## Sinopsi
Pedro, la seva dona Eva (Cassandra Ciangherotti) i el seu fill petit arriben al complex de luxe d'Everfield per passar una setmana de vacances. Malauradament, aquell mateix vespre una altra família truca a la seva porta reclamant el dret d’estada al seu mateix bungalow. Resulta que la direcció d'Everfield ha reservat en excés els bungalows. Amb gran consternació de Pedro, que no és particularment satisfet amb les maneres gregàries d’Abel (Andrés Almeida), les dues famílies es veuen obligades a compartir el mateix bungalow. Les coses es tornen cada vegada més estranyes a mesura que Pedro comença a sentir que la família amb qui comparteix les seves vacances senceres pot no ser tan agradable com sembla.
Mentrestant, Andrés, profundament preocupat, intenta salvar la relació amb la seva dona Gloria (Montserrat Marañón). Un cop entretingut un poble alegre i atlètic a Everfield, Andrés va caure en una espiral de depressió després de la mort del seu fill. Per aquest motiu, ara treballa com a home de neteja del mateix complex. Tot i que la seva dona també treballa com a netejadora a Everfield, és escollida entre la resta de membres del personal per a un pla de desenvolupament especial que la pot conduir a futures promocions i augment de sou. L'esquema de desenvolupament està coordinat pel misteriós i d'alguna manera sinistre gerent nord-americà Tom (interpretat per RJ Mitte, en un dels seus papers després de Breaking Bad).
Les coses es tornaran més fosques i estranyes, fins que els camins de Pedro i Andrés es creuin.

## Repartiment
- Luis Gerardo Méndez - Pedro
- Cassandra Ciangherotti - Eva
- Miguel Rodarte - Andres
- Montserrat Marañón - Gloria
- RJ Mitte - Tom
- Andrés Almeida - Abel

## Estrena
La pel·lícula es va estrenar a la secció World Cinema Dramatic Competition al Festival de Cinema de Sundance 2018. Es va estrenar teatralment a Mèxic el 31 d’agost del 2018. Netflix l'estrena internacionalment.

## Recepció
Va rebre crítiques mixtes de la crítica. A l'agregador de ressenyes Rotten Tomatoes, la pel·lícula té una qualificació d'aprovació del 86% basada en 22 ressenyes, amb una qualificació mitjana de 7,64/ 10. El consens crític del lloc diu: Neta, divertida i deliciosament fosca, Tiempo compartido ofereix als aficionats al gènere un thriller complex que enfonsa els seus ganxos ràpidament i no et deixa anar fins als últims crèdits.
Escrivint per a The Hollywood Reporter, Franck Scheck elogia la cinematografia i la misteriosa banda sonora, així com l' "inquietant pròleg", tot i que considera que la pel·lícula "mai no aconsegueix una urgència dramàtica. les trames no convergeixen de manera prou ressonant i el ritme és lent fins al punt del tedi. La pel·lícula sembla estar constantment esforçant-se per obtenir un significat profund que mai no aconsegueix ".
Nick Allen de RogerEbert.com també lamenta el ritme de la pel·lícula i troba insatisfactòria la resolució de la història. Defineix la pel·lícula com "una pel·lícula de terror amb el tercer acte tret". Tot i això, elogia el repartiment i la cinematografia, i afegeix que "La pel·lícula circula en paranoia, però és massa tediosa per fer un efecte durador; fins i tot el complex en si sembla massa mal funcionat per preocupar. Aquesta decadència constant és encara més decebedora a causa de la sòlida realització i interpretació cinematogràfica, de la qual hi ha moments inspirats al llarg de tot ″.
Guy Lodge, per a Variety, defineix tiempo compartido com "un petit trencaclosques desagradable que sondeja amb intel·ligència la inseguretat patriarcal i la invasió corporativa a través d'unes malmeses vacances familiars". També elogia la cinematografia, comentant que "[aquesta] és la mena de pel·lícula que pot convertir les piscines de color vermell rosat en vermell sang en un sol tret, i que n'es responsable de la llum o de la ment".
En una nota més positiva, Danielle Solzman, de Cultured Vultures, comenta sense saber mai què passarà després, Tiempo compartido mantindrà el públic al límit del seu seient.Allan Hunter, per a Screen Daily, observa que la pel·lícula és "bunyueliana en la seva sàtira descarada d'ambició corporativa, [i] pot ser tan còmica com un guió dels germans Coen"

## Reconeixements
Al Festival de Cinema de Sundance del 2018, Tiempo compartido va guanyar el premi especial del jurat del cinema dramàtic mundial pel guió. I a la LX edició dels Premis Ariel va guanyar els premis a la millor coactuació masculina i al millor actor de repartiment, alhora que en fou nominat a sis.